# Quỷ quyệt 2
Quỷ quyệt 2 (nhan đề gốc tiếng Anh: Insidious: Chapter 2) là phim kinh dị Mỹ do James Wan làm đạo diễn và được ra mắt vào năm 2013. Phim là phần nối tiếp phần 1 đã ra mắt từ năm 2011 dưới nhan đề Quỷ quyệt (nhan đề gốc tiếng Anh: Insidious). Phim có sự tham gia diễn xuất của Patrick Wilson và Rose Byrne vẫn trong vai cặp vợ chồng hàng ngày đối mặt với sự phá rối của các linh hồn người chết. Phim công chiếu ngày 13 tháng 9 năm 2013 và giành được thành công lớn về thương mại, thu về trên 128 triệu đô la Mỹ trên toàn thế giới, gấp gần hai mươi sáu lần chi phí sản xuất.

## Nội Dung
Năm 1986, Lorraine Lambert mời nhà tâm linh Elise đến nhà mình để giúp tìm con ma đang đeo bám cậu con trai Josh của bà. Elise nhận định Josh có khả năng đặc biệt mà người thường không có, đó là kết nối linh hồn mình với thế giới của người chết. Hai người quyết định xóa ký ức của Josh để anh thôi không "du hành" vào thế giới đen tối này nữa.
Hai mươi lăm năm trôi qua, Josh khi này đã có vợ là Renai cùng hai con. Đây là lúc truyện phim tiếp nối phần 1. Những tưởng đã thoát khỏi ma quỷ từ lần trước nhưng những hiện tượng lạ vẫn diễn ra trong nhà Lambert. Có lần Renai bị một ma nữ mặc váy dài màu trắng tấn công đến bất tỉnh. Mẹ chồng của cô Lorraine cũng đã phát hiện ra sự tồn tại của linh hồn trong nhà mình. Bà tìm đến hai cộng sự trẻ tuổi của Elise là Specs và Tucker để nhờ giúp đỡ. Họ quyết định mời thêm Carl - bạn của Elise - để tiến hành liên lạc với Elise bằng cách cầu cơ bởi những con súc xắc có chữ (lúc này Elise đã chết) nhằm nhờ trợ giúp. Hồn ma được cho là của Elise bảo họ đến một bệnh viện mà trước đây Lorraine từng làm việc (nay đã bỏ hoang). Tại đây, khi đi tới phòng chăm sóc tăng cường, Lorraine kể lại câu chuyện về một bệnh nhân già tên là Parker Crane và chuyện bà đã gặp hồn ma của ông ta lang thang trong bệnh viện. Họ tìm địa chỉ nhà Crane và đến đó. Tại đây họ đã phát hiện ra sự thật kinh hoàng: linh hồn dẫn họ đến đây không phải là Elise mà là mẹ của Parker Crane. Họ phát hiện một phòng nọ chứa đầy các xác chết đầu đội khăn trắng. Thì ra Parker Crane - dưới sự sai khiến của mẹ y - là một kẻ giết người hàng loạt với biệt danh "Cô dâu mặc đồ đen" do mỗi khi giết người, y lại trang điểm như đàn bà và mặc váy đen và lúc này hắn đã chiếm được linh hồn của Josh vì hắn muốn có lại tuổi thơ.
Lorraine tìm về nhà và khuyên Renai mang bọn trẻ đi ngay khỏi nhà nhưng không cho Josh biết, đồng thời giải thích một số chuyện. Lúc này, bộ ba gồm Carl, Specs và Tucker đi xe đến nhà Lambert. Họ vạch kế hoạch để Carl tiếp cận Josh, sau đó sẽ tìm cách tiêm thuốc mê anh này. Kế hoạch bất thành và cả ba đều bị Josh (lúc này đã bị Parker Crane mượn xác) đánh bất tỉnh. Đến tối, Lorraine và Renai về nhà thì bị Josh tấn công. Josh nhốt Lorraine và cố bóp cổ Renai, may mắn thay đúng lúc đó Dalton Lambert (con Josh) và cùng anh trai trở về nhà. Dalton đánh Josh để giải thoát cho mẹ. Cả ba chạy xuống tầng hầm cố thủ. Josh điên cuồng đuổi theo. Trong tình huống nguy hiểm ấy, Dalton xin mẹ hãy cho phép cậu vào thế giới tăm tối để cậu có thể mang linh hồn bố quay trở về.
Cùng lúc đó ở thế giới người chết, linh hồn Josh thực sự gặp được linh hồn Carl (nhầm tưởng đã chết, thực tế ông vẫn chưa chết mà chỉ bị Josh đã bị nhập đánh bất tỉnh). Họ đi tìm Elise. Josh hỏi bà Elise cách tìm ra nơi ở thực sự của Parker Crane cùng mẹ hắn. Elise nói rằng chỉ có Josh mới có thể tìm ra được nơi ấy mà thôi. Bằng một cách nào đó, Josh nhớ lại được thời thơ ấu và nhờ Josh (khi ấy còn là cậu bé) giúp đỡ tìm ra được ngôi nhà nơi cất giữ ký ức còn sống của Parker Crane. Cả ba đến một ngôi nhà và thấy cảnh người mẹ tàn độc của Parker Crane đang bạo hành y (lúc bé) và ép y nghĩ mình là con gái. Nhác thấy ba người, bà ta hất Elise và Carl ra, khóa phòng lại và rồi tấn công Josh. Elise thông qua ký ức của cậu bé Parker Crane lúc nhỏ để trở vào được căn phòng trên. Ngay lúc bà mẹ của Parker Crane sắp giết Josh thì Elise giết chết mụ. Cùng lúc này, trên dương thế, Parker Crane cũng xuất ra khỏi thể xác của Josh. Elise bảo Josh và Carl có thể trở về dương thế. Trên đường trở về, Josh và Carl bị nhiều linh hồn quấy nhiễu và Josh gặp lại con trai mình, cậu bé Dalton. Nhờ đi theo sợi dây của trò chơi ống bơ điện thoại làm dấu (chính nhờ món đồ này mà Dalton mới có thể bước vào thế giới tăm tối tìm cha), cả ba người đã trở về lại dương thế. Cả gia đình Josh ôm chầm lấy nhau trong hạnh phúc, lúc này Renai mới biết được sự thật là các hiện tượng siêu nhiên lúc đầu (như cây đàn piano tự động chơi một bài nhạc do cô sáng tác tặng chồng) đều là do Josh làm để cảnh báo đến mọi người trong gia đình rằng anh đã bị chiếm mất thể xác. Sau khi quay lại dương thế, Carl thôi miên và xóa ký ức của cả hai cha con Josh và Dalton.
Phim kết lại với cảnh tượng rợn gáy khi hồn ma Elise theo Specs và Tucker đến một nhà nọ để "làm dịch vụ" nhắn tin từ người chết đến người sống. Elise đã nhìn thấy ở phía sau đầu của một cô gái tên Allison thứ gì đó khiến bà phải thốt lên kinh hoàng "Chúa ơi!".

## Phân vai
- Patrick Wilson trong vai Josh Lambert
  - Garrett Ryan trong vai Josh lúc bé
- Rose Byrne trong vai Renai Lambert, vợ của Josh
- Ty Simpkins trong vai Dalton Lambert, con trai của Josh và Renai
- Lin Shaye trong vai Elise Ranier, nhà tâm linh
  - Lindsay Seim trong vai Elise lúc trẻ
- Barbara Hershey trong vai Lorraine Lambert, mẹ của Josh
  - Jocelin Donahue trong vai Lorraine lúc trẻ
- Steve Coulter trong vai Carl, nhà tâm linh, bạn của Elise
  - Hank Harris trong vai Carl lúc trẻ
- Leigh Whannell trong vai Specs, cộng sự của Elise
- Angus Sampson trong vai Tucker, cộng sự của Elise
- Andrew Astor trong vai Foster Lambert, anh họ của Dalton
- Danielle Bisutti trong vai mẹ của Parker Crane
- Tom Fitzpatrick trong vai Cô dâu mặc váy đen / Parker lúc già
  - Tyler Griffin trong vai Parker lúc bé
- Michael Beach trong vai Thám tử Sendal
- J. LaRose trong vai con ma tóc dài
- Brooke Peoples trong vai người hàng xóm Jessica
- Edwina Findley trong vai y tá tiếp tân Hillary
- Stephanie Pearson trong vai người đàn bà tóc sẫm màu
- Jorge Pallo trong vai Brian
- Priscilla Garita trong vai Natalie
- Jenna Ortega trong vai Annie
- Dannay Rodriguez trong vai Allison

## Sản xuất

### Phát triển ý tưởng
—Wan, nói về sự thay đổi thể loại phim
Ý tưởng làm tiếp phần sau của phim Quỷ quyệt sớm được thảo luận sau thành công về mặt tài chính của phim này vào tháng 4 năm 2011. Nhà sản xuất Jason Blum khẳng định phần kế tiếp sẽ tiếp tục do James Wan đạo diễn và Leigh Whannell biên kịch. Blum chia sẻ: "Miễn cứ có cơ hội để James và Leigh viết kịch bản và đạo diễn phần hai của phim thì tôi chẳng muốn làm việc này với ai khác cả." Tuy nhiên, theo Blum thì hai người này khi thì nói rằng có lẽ sẽ làm phim, khi thì lại bảo có lẽ sẽ không làm, khiến thời gian giữa hai phần phim bị kéo dài. Ngày 2 tháng 2 năm 2012, có thông báo về việc Wan và Whannell đang thảo luận về việc trở lại làm tiếp phần phim sau.
Trong quá trình quảng bá phim Ám ảnh kinh hoàng (The Conjuring, 2013) tại New York Comic Con vào tháng 10 năm 2012, Wan đã mô tả sự khăng khít giữa anh và Whannell trong quá trình phát triển truyện phim và kịch bản phần tiếp theo của Quỷ quyệt. Anh chia sẻ với trang web ShockTilYouDrop.com: "Tôi nghĩ rằng phần nối tiếp của Quỷ quyệt là cách mà tôi phản ứng với phim Saw - phim mà vì một số lý do cá nhân khiến tôi không tham gia các phần sau, và vì thế tôi nghĩ sẽ là điều hay nếu tôi [tiếp tục] chăm dắt và giữ cho phim [Quỷ quyệt 2] đi đúng hướng với phiên bản đầu..."
Bộ phim lần này nhận nhan đề Insidious: Chapter 2 do nó là phần tiếp nối trực tiếp của phần 1 (Insidious). Theo Wan, anh "lấy những thứ áp dụng vào Ám ảnh kinh hoàng có gốc từ phim Quỷ quyệt", đồng thời lại lấy những điều mà anh đã học được từ Ám ảnh kinh hoàng để áp dụng vào Quỷ quyệt 2. Anh bày tỏ: "Đối với tôi, tôi cảm thấy nó tựa như một trải nghiệm làm phim được tích lũy qua nhiều năm."

### Chọn diễn viên
Ngày 19 tháng 11 năm 2012, người ta ra thông báo chính thức về việc Patrick Wilson, Rose Byrne, Lin Shaye và Ty Simpkins sẽ tiếp tục vai diễn từ phần 1. Tháng sau đó, người ta tiếp tục ra thông báo về sự góp mặt của Barbara Hershey. Tháng 2 năm 2013, Jocelin Donahue và Lindsay Seim được chọn vào vai Lorraine và Elise lúc trẻ. Nhà biên kịch Leigh Whannell và diễn viên Angus Sampson cũng tiếp tục tham gia vai hai anh chàng Specs và Tucker. Khi được hỏi về sự tái xuất của hai nhân vật này, Whannel cho biết: "Có những bình luận ghét bỏ từ phía người hâm mộ, chẳng hạn 'Tôi ghét những gã này! Họ chả ra gì! Họ phá hỏng bộ phim!', vì thế chắc hẳn sẽ có nhiều người thấy thất vọng khi nghe tin hai nhân vật Specs và Tucker sẽ trở lại."

### Quay phim
Giai đoạn quay phim chính khởi động vào ngày 15 tháng 1 năm 2013 tại Los Angeles. Lần này phim có mức đầu tư cao hơn một chút so với phần một và quay tổng cộng trong 25 ngày. Nhiều cảnh quay được thực hiện tại một căn nhà ở Highland Park, Los Angeles, Cảnh quay bệnh viện bỏ hoang được thực hiện ở Bệnh viện Cộng đồng Linda Vista cũ. Đây cũng là nơi đoàn làm phim xây dựng các cảnh quay trong nhà.

### Âm nhạc
Phần nhạc nền của Quỷ quyệt 2 do Joseph Bishara - người mà trước đó đã cộng tác với James Wan trong Quỷ quyệt và Ám ảnh kinh hoàng - đảm nhiệm. Một album nhạc phim do Void Recordings thu âm được phát hành dưới dạng nhạc số ngày 10 tháng 9 và dưới dạng đĩa vào ngày 8 tháng 10 năm 2013. Một số nhạc phẩm khác trong phim là:
- "Waiting For You" của Alan Ett
- "Sonata dành cho dương cầm, Si giáng trưởng, Op. 35, phần 2" của Frédéric Chopin

## Phân phối

### Marketing
Sony Pictures Entertainment đã đăng ký nhiều tên miền dành cho Quỷ quyệt 2 vào ngày 28 tháng 11 năm 2011. Ngày 30 tháng 1 năm 2013, trang Twitter của Leigh Whannell đăng tấm hình đầu tiên về bộ phim. Một số cảnh hậu trường được đăng tải một tháng sau đó. Tháng 4 năm 2013, áp phích quảng bá phim được trưng bày tại CinemaCon ở Thung lũng Las Vegas. Trailer đầu tiên được phát trực tiếp cho mọi người xem tại Bệnh viện Cộng đồng Linda Vista vào ngày 4 tháng 6 năm 2013 và đăng tải lên Internet vào ngày 5 tháng 6. Ngày 10 tháng 8 năm 2013, tại hội nghị Scare L.A, Jason Blum và giám đốc sáng tạo John Murdy của hãng phim Universal ra thông báo rằng một phim có nhan đề Insidious: Into the Further sẽ ra mắt năm 2013 trong sự kiện Những đêm kinh dị Halloween diễn ra tại Universal Studios Hollywood.

### Công chiếu tại rạp
Phim được định ngày công chiếu là 20 tháng 9 thay vì 30 tháng 8 như dự định ban đầu. Tuy nhiên, ngày chính thức lại chuyển sang 13 tháng 9 cho trùng với "Thứ Sáu ngày 13".
Vào đêm trước ngày công chiếu, Quỷ quyệt 2 đã được chiếu chọn lọc tại một số rạp cùng với phần 1 Quỷ quyệt. Sự kiện ra mắt với thảm đỏ trang trọng diễn ra tại Los Angeles vào ngày 10 tháng 9 năm 2013.

## Đón nhận

### Phòng vé
Các thống kê sơ bộ cho hay phim thu về 32-35 triệu USD khi ra mắt tại Bắc Mỹ. Phim kiếm được 1,5 triệu USD trong các suất chiếu tối thứ Năm và thu đến 20 triệu USD trong cả ngày thứ 6, biến thứ Sáu trở thành ngày mở màn thành công nhất phòng vé trong tháng 9. Phim đứng đầu bảng xếp hạng doanh thu trong dịp cuối tuần mở màn với 41 triệu USD. Doanh thu thuần của Quỷ quyệt 2 là 128.879.795 USD trên toàn thế giới.

### Giới phê bình
Quỷ quyệt 2 nhận được nhiều lời khen chê. Trang Rotten Tomatoes liệt kê 99 đánh giá và cho rằng 35% số này là phản hồi tích cực. Trang Metacritic cho phim 41 điếm (trên 100) dựa theo 23 đánh giá từ giới phê bình chính thống
Tác giả Robbie Collin của tờ The Daily Telegraph đưa ra nhận định tích cực về phim, cho rằng "hầu hết các cảnh gây sợ thực ra đều rất đáng sợ, và điều đó nghĩa là phim đã hoàn thành nhiệm vụ." Scott Foundas từ tạp chí Variety ca ngợi phim kỹ thuật dựng phim "kỳ quái đầy chất nghệ thuật" của John R. Leonetti và "không khí lo sợ lan tỏa" mà nhà thiết kế và biên tập âm thanh Joe Dzuban mang đến cho phim. Foundas cũng nhận định "dù đa số phần sau của các bộ phim đều chỉ đơn thuần tựa như bản làm lại của phần đầu, [dù có] kinh phí cao hơn" nhưng "Quỷ quyệt 2 lại như một phần nối tiếp mới mẻ cho các nhân vật mà chúng ta đã biết từ phần trước..."
Ngược lại, Robert Abele của tờ Los Angeles Times bình luận: "Sau cú rơi tự do đầy thích thú vào thể loại phim ác mộng kiểu cổ lỗ sĩ với Ám ảnh kinh hoàng vào hè năm ngoái, thì nay phần phim bận rộn-mà-nhàm chán này cho thấy dường như Wan đang máy móc uốn cong mấy cái biển báo hiệu phim kinh dị. Đây quả là bài tập luyện ngớ ngẩn hơn là đáng sợ." Justin Lowe của tờ The Hollywood Reporter viết: "Đặt về một bên những đoạn hội thoại nhàm chán không đâu vào đâu của phim, những pha nhát ma thường đoán được từ trước và mảng diễn xuất chỉ chú ý đến bề ngoài thì phần truyện phim - bị ép phải thay đổi trình tự thời gian liên tục - cũng có cố gắng nỗ lực, mặc dù nó chẳng che giấu được gì nhiều những thiếu sót gây mất tập trung của cả cốt truyện lẫn sự phát triển nhân vật."

## Phần kế tiếp
Ngày 16 tháng 9 năm 2013, có thông báo về việc Leigh Whannell ký hợp đồng tiếp tục làm biên kịch cho phần ba của Quỷ quyệt trong khi Jason Blum và Oren Peli làm nhà sản xuất. Khi được hỏi về việc liệu có tham gia tiếp phần ba hay không, Patrick Wilson thổ lộ anh "[không] biết nó sẽ đi đến đâu", "[nhân vật Josh Lambert] đã gặp đủ khó khăn rồi, và tôi nghĩ rằng phim đã giải quyết tốt vào lúc cuối [...] Điều đó tuyệt rồi, đó nên là cách phim kết thúc."